# Aronsberg
Ej att förväxla med den mosaiska begravningsplatsen Aronsberg i Stockholm.

Aronsberg är en by i sydvästra delen av Skinnskattebergs kommun, Västmanland.
Byn består av enfamiljshus och är belägen cirka 5 kilometer söder om Riddarhyttan
Byn genomkorsas av länsväg U 597. Postadress är 73091 RIDDARHYTTAN.